# Communauté de communes Cœur de Lozère
Die Communauté de communes Cœur de Lozère ist ein französischer Gemeindeverband mit der Rechtsform einer Communauté de communes im Département Lozère in der Region Okzitanien. Sie wurde am 14. Dezember 2001 gegründet und umfasst sieben Gemeinden. Der Verwaltungssitz befindet sich im Ort Mende.

## Mitgliedsgemeinden
| Gemeinde                              | Einwohner 1. Januar 2022 | Fläche km² | Dichte Einw./km² | Code INSEE | Postleitzahl |
| ------------------------------------- | ------------------------ | ---------- | ---------------- | ---------- | ------------ |
| Badaroux                              | 960                      | 20,72      | 46               | 48013      | 48000        |
| Balsièges                             | 587                      | 32,88      | 18               | 48016      | 48000        |
| Barjac                                | 791                      | 29,92      | 26               | 48018      | 48000        |
| Le Born                               | 156                      | 30,21      | 5                | 48029      | 48000        |
| Mende                                 | 12.322                   | 36,56      | 337              | 48095      | 48000        |
| Pelouse                               | 229                      | 32,98      | 7                | 48111      | 48000        |
| Saint-Bauzile                         | 590                      | 29,33      | 20               | 48137      | 48000        |
| Communauté de communes Cœur de Lozère | 15.635                   | 212,60     | 74               | –          | –            |